# Charo
María del Rosario Pilar Martínez Molina Baeza, professionalment coneguda pel nom artístic de Charo, és una actriu, comediant i guitarrista de flamenc espanyola.
Charo va començar a tocar la guitarra als nou anys i en va aprendre amb el guitarrista clàssic espanyol Andrés Segovia. El 1966 es va casar amb Xavier Cugat i es van traslladar als Estats Units. Al final dels anys 1960 i durant la dècada del 1970, va guanyar una presència omnipresent a la televisió estatunidenca i apareixia freqüentment com a estrella convidada en sèries com Laugh-In, Fantasy Island i The Love Boat. És coneguda per la seva forma desinhibida i exuberant, per l'ostensible manca de fluïdesa en anglès, i l'accent pesat espanyol i per la seva expressió recurrent "cuchi-cuchi".
Com a músic, ha interpretat i gravat en diversos estils durant cinc dècades. Va publicar una sèrie d'enregistraments discogràfics en els anys 70 amb Salsoul Records, especialment Dance a Little Bit Closer (1970). El 1995 el seu àlbum flamenc, Guitar Passion (1994), va guanyar el premi a l'Àlbum Pop Femení de l'Any en la Billboard International Latin Music Conference i va ser nomenat com a millor àlbum pop llatí de Billboard. En una entrevista, Charo va afirmar que "a tot el món sóc coneguda com un gran músic, però a Amèrica, em coneixen com la noia de 'cuchi-cuchi'. Això està bé perquè 'cuchi-cuchi' m'han fet guanyar molts diners".